# Joe – Rache für Amerika
Joe – Rache für Amerika (Originaltitel: Joe) ist ein US-amerikanisches Filmdrama aus dem Jahr 1970, geschrieben von Norman Wexler und inszeniert von John G. Avildsen. In den Hauptrollen Peter Boyle, Dennis Patrick und Susan Sarandon in ihrem Filmdebüt.

## Handlung
Der Werbefachmann Bill Compton, seine Frau Joan und seine Tochter Melissa sind eine wohlhabende Familie, die in der Upper East Side von New York lebt. Melissa lebt mit ihrem drogensüchtigen Freund zusammen. Nachdem Melissa mit einer Überdosis ins Krankenhaus eingeliefert wird, geht Compton in die Wohnung seines Freundes, um ihre Kleider zu holen. In einem Wutanfall stellt er den Freund zur Rede und tötet ihn. In einer nahe gelegenen Kneipe hört er den Fabrikarbeiter Joe Curran schimpfen, dass er Hippies hasse, und Compton platzt heraus, dass er gerade einen getötet habe. Joe reagiert freundlich, aber Compton sagt, es sei ein Scherz gewesen.
Einige Tage später sieht Joe in den Nachrichten einen Bericht über einen Drogendealer, der ein paar Blocks von der Bar entfernt erschlagen aufgefunden wurde. Er ruft Compton an und verabredet sich mit ihm. Zuerst befürchtet Compton, dass Joe ihn erpressen will, aber Joe versichert ihm, dass er Compton dafür bewundert, dass er den Drogendealer getötet hat. Die beiden freunden sich an, und Compton und seine Frau essen bei Joe zu Hause mit seiner Frau zu Abend. Melissa flieht aus dem Krankenhaus und kehrt in die Wohnung der Familie zurück, wo sie ihren Vater über den Mord reden hört. Sie stürmt aus dem Haus und sagt zu Compton: „Willst du mich auch umbringen?“ Compton versucht, sie zurückzuhalten, aber sie reißt sich los.
Joe und Compton machen sich auf die Suche nach ihr und treffen in einer Bar in Downtown Manhattan auf eine Gruppe Hippies. Sie gehen mit den Hippies in eine Wohnung, wo sie ihre Drogen und Freundinnen mit ihnen teilen. Dann verschwinden sie mit den Drogen, die Compton dem Dealer abgenommen hat, und mit Joes und Comptons Brieftaschen. Joe schlägt eines der Mädchen, bis sie ihm erzählt, dass sich ihre Freunde oft in einer Gemeinde im Norden des Landes aufhalten. Joe und Compton fahren dorthin, wobei Joe Gewehre mitbringt. Bei einer Konfrontation in der Kommune töten Joe und Compton alle Hippies und Compton unwissentlich seine eigene Tochter.

## Kritiken
Der Film wurde sowohl von der Kritik als auch an den Kinokassen gelobt. Mit einem Budget von nur 106.000 $ produziert, war er ein Überraschungserfolg und spielte in den USA und Kanada über 19,3 Mio. $ ein, was ihn zum 13. erfolgreichsten Film des Jahres 1970 machte.
Quentin Tarantino schrieb in seinem Buch Cinema Speculation, dass Joe – Rache für Amerika „eine rabenschwarze Komödie über die Klassen in Amerika ist, die an Satire grenzt“. Er sagte, dass es für heutige Zuschauer umstritten sein mag, den Film als schwarze Komödie zu bezeichnen, doch er erinnerte sich, dass das Publikum, mit dem er den Film 1970 in einer Doppelvorstellung mit Carl Reiners Wo is’ Papa? sah, den ersten Teil von Joe schweigend verfolgte und erst zu lachen begann, „als Dennis Patrick die Taverne betrat und Peter Boyles Joe in den Film eintrat“, nachdem es sich von einer „angewiderten Ruhe in eine offene Heiterkeit“ verwandelt hatte. Tarantino sagt, dass „Boyles komödiantische Leistung die monotone Hässlichkeit des Films mildert“.
Variety schrieb: „Das klingt nach schwerem Stoff, aber Drehbuchautor Norman Wexler hat sein ernstes Skelett sowohl mit einer melodramatischen Handlung gefüllt, die das Interesse aufrechterhält, als auch mit den derbsten, obszönsten Dialogen, die je auf der Leinwand zu sehen waren. Es funktioniert.“
Howard Thompson von der New York Times schrieb: „Das Traurige und Enttäuschende an Joe ist, dass eine verheerende, originelle Idee auf zynische Weise in ein melodramatisches, oberflächliches Fiasko abrutscht.“
Gene Siskel vom Chicago Tribune gab dem Film dreieinhalb von vier Sternen und bezeichnete ihn als „einen bahnbrechenden Film wegen der Themen und sozialen Normen, die er vertritt. Es ist ein dramatischer, wenn auch nicht immer raffinierter Dokumentarfilm über einen wachsenden Teil der nationalen Mentalität.“
Charles Champlin von der Los Angeles Times nannte den Film „ein unglaublich raffiniertes Stück Filmkunst“ und fügte hinzu: „Die Handlung ist gespickt mit Unwahrscheinlichkeiten und der Film ist voll von Szenen, die stark konstruiert sind, aber gut funktionieren, weil sie von der Plausibilität von Joe selbst getragen werden.“
Gary Arnold von der Washington Post nannte den Film „ein faszinierendes, tendenziöses Bild – ein aktuelles Mord-Melodram und eine soziale Parabel in jenem lebendigen, aufgeladenen, paranoiden Stil, der in Rekordzeit zur Tradition geworden zu sein scheint, aber immer noch spannend zu beobachten ist, selbst wenn man die Richtung und den Ausgang der Parabel in Frage stellt.“
Penelope Gilliatt von The New Yorker schrieb: „Am Ende verkauft uns Joe unter Wert. Er zeigt uns widersprüchliche Archetypen, verspricht uns etwas von großer Intelligenz und stammelt dann Plattitüden, die theatralisch in alle Richtungen führen.“

## Produktion
Als Peter Boyle sah, wie die Zuschauer die Gewalt in Joe bejubelten, weigerte er sich, in weiteren gewaltverherrlichenden Filmen oder Fernsehserien mitzuwirken. Dazu gehörte auch die Rolle des Jimmy „Popeye“ Doyle in The French Connection. Boyle spielte trotzdem 1973 in Die Freunde von Eddie Coyle und 1974 in Testament in Blei einen skrupellosen Gangster und in der Komödie Johnny G. – Gangster wider Willen einen weniger skrupellosen Gangster. Außerdem spielte er in dem Gewaltdrama Taxi Driver mit.
Joe war die Inspiration für andere harte Charaktere der Arbeiterklasse in Filmen und Fernsehserien der 1970er Jahre, darunter die Figur des Archie Bunker in der Fernsehserie All in the Family.
In den 1980er Jahren gab es Gerüchte, dass Peter Boyle in einer Fortsetzung von Joe – Rache für Amerika mitspielen würde. Citizen Joe, die Fortsetzung, würde Joe dabei begleiten, wie er nach zehn Jahren im Gefängnis versucht, sein Leben wieder aufzubauen, und würde sich auch mit seinen erwachsenen Kindern befassen, die liberalere Überzeugungen haben. Cannon Films warb regelmäßig für Fortsetzungen von Joe, die noch nicht gedreht worden waren. 1980 versprach Cannon Joe II und kündigte 1985 Citizen Joe an: „Der Mann hat sich geändert, die Zeiten nicht... Er ist wieder da.“ Der Film wurde nie gedreht.

## Auszeichnungen
Norman Wexler wurde bei der 43. Oscarverleihung für das beste Originaldrehbuch nominiert.

## Parallele zum echten Leben
Zehn Wochen bevor Joe in den USA in die Kinos kam, ereignete sich in Detroit, Michigan, ein realer Massenmord, der Ähnlichkeiten mit den Schlussszenen des Films aufweist. Am 7. Mai 1970 drang ein Eisenbahnarbeiter namens Arville Douglas Garland in ein Studentenwohnheim ein und tötete seine Tochter, deren Freund und zwei weitere Studenten.
Während der vorgerichtlichen Beratungen sah Richter Joseph A. Gillis Joe und riet sowohl der Staatsanwaltschaft als auch der Verteidigung dringend, es ihm gleichzutun. Anschließend überprüfte er sorgfältig alle Geschworenen und schloss alle aus, die den Film gesehen hatten. Außerdem verbot er allen Geschworenen, den Film zu sehen oder mit jemandem darüber zu sprechen, der ihn gesehen hatte. Obwohl Garland mehrere Waffen und zusätzliche Munition mitgebracht hatte, wurde er zu einer geringen Strafe verurteilt.
Vor und nach seiner Verurteilung erhielt Garland Hunderte von Briefen von Eltern aus dem ganzen Land, die ihm ihr Mitgefühl aussprachen. Es wurde auch berichtet, dass er in den ersten Wochen nach seiner Verurteilung keine Briefe erhielt, in denen Empörung oder Verurteilung seiner Taten zum Ausdruck kamen.